# جاك ألبيرتس
جاك ألبيرتس (بالإنجليزية: Jacques Alberts)‏ هو لاعب اتحاد الرغبي جنوب أفريقي، ولد في 17 يناير 1991 في جوهانسبرغ في جنوب أفريقيا.